# Nikolai Kardashev
Nikolai Semenovich Kardashev (Никола́й Семёнович Кардашёв) (Moscou, 25 de abril de 1932 – Moscou, 3 de agosto de 2019) foi um astrofísico Soviético, membro do Instituto de Pesquisas Espaciais da Academia de Ciências da Rússia. 
Sua  contribuição notável foi a Escala de Kardashev, que mede o grau de desenvolvimento tecnológico de uma civilização.